# Фаласка (Фрозиноне)
Фаласка је насеље у Италији у округу Фрозиноне, региону Лацио.
Према процени из 2011. у насељу је живело 85 становника. Насеље се налази на надморској висини од 84 м.